# 387. strelska divizija (ZSSR)
387. strelska divizija (izvirno rusko 387. стрелковая дивизия; kratica 387. SD) je bila strelska divizija Rdeče armade v času druge svetovne vojne.

## Zgodovina
Divizija je bila ustanovljena novembra 1941.